# Enrique Gómez Carrillo
Cet article possède un paronyme, voir Tible.
 (juin 2021).
Enrique Gómez Carrillo, né le 28 février 1873 à Guatemala et mort le 29 novembre 1927 à Paris 8e, est un chroniqueur, essayiste et romancier guatémaltèque. Il est marié à Consuelo Suncín Sandoval jusqu'à sa mort, lui ayant laissé un héritage important. Celle-ci deviendra ensuite Consuelo de Saint-Exupéry.
Il est l'auteur notamment des livres La Grèce éternelle, Parmi les ruines et L'Âme japonaise.

## Biographie
Gómez Carillo quitta l'Institut National central pour les Hommes et commença comme écrivain en décembre 1889 avec une chronique dans le journal El Imparcial intitulée "Couronne funéraire", qui était une critique cinglante de l'œuvre du regretté romancier et historien guatémaltèque. José Milla et Vidaurre. Pour rédiger ce document, il a eu l'aide de Manuel Coronel Matus, un journaliste nicaraguayen qui dirigeait le journal officiel El Guatemalteco et qui l'avait également recommandé au directeur d'El Imparcial. L'article a été la cible de nombreuses critiques de la part des fans de Milla, mais il a montré le talent critique de Gómez Tible (son pseudonyme). En 1890, le président général du Guatemala Manuel Lisandro Barillas fonda le journal El Correo de la Tarde, et nomma directeur le poète nicaraguayen Rubén Darío, alors résident du Guatemala et qui venait d'arriver d'El Salvador fuyant le récent coup d'État dans ce pays de l'Amérique Centrale. Enrique Gómez Carrillo et son oncle maternel José Tible Machado y ont également commencé à travailler sur la recommandation directe du poète qui, réalisant son potentiel d'écrivain, a recommandé au président Barillas d'accorder à son neveu une bourse d'études pour étudier en Espagne. Avant de s'embarquer pour l'Espagne, il a écrit une très brève chronique sur un garçon qui s'est noyé dans le port de San José, qu'il a signé pour la première fois du nom définitif avec lequel le monde littéraire le connaîtrait : Enrique Gómez Carrillo. A ses dix-huit ans, il est déjà à Paris, où il se rend au lieu d'aller en Espagne et où il rencontre plusieurs écrivains, comme les français Verlaine, Moréas et Leconte de Lisle, et l'anglais Oscar Wilde.
Il a également commencé à mener la vie de bohème qui allait le caractériser, pour laquelle le gouvernement guatémaltèque a retiré la bourse qu'il lui avait attribuée, et ne l'a rendue que lorsque Gómez Carrillo a promis d'aller à Madrid. À la fin de 1891, il arrive à Madrid, où, avec l'aide de quelques Guatémaltèques qui y ont vécu, il publie son premier livre, Esquisses, qui comprend des portraits de divers écrivains de l'époque, et collabore à diverses publications, comme Madrid Cómico, La Vida Literaria, Blanco y Negro, The Spanish and American Illustration and Critical Magazine. Après avoir connu des misères et des déceptions, Gómez Carrillo rentre à Paris en août 1892.
Pendant la Première Guerre mondiale, Gómez Carrillo a écrit de nombreux articles en tant que chroniqueur de guerre pour des journaux espagnols et latino-américains. Ses chroniques ont été rapidement publiées en forme de livre en espagnol, mais aussi en français.
Il est inhumé au cimetière du Père-Lachaise (division 89).